# Erythrodiplax diversa
Erythrodiplax diversa is een libellensoort uit de familie van de korenbouten (Libellulidae), onderorde echte libellen (Anisoptera).
De soort staat op de Rode Lijst van de IUCN als onzeker, beoordelingsjaar 2007.
De wetenschappelijke naam Erythrodiplax diversa is voor het eerst geldig gepubliceerd in 1916 door Navás.